# Nadwozie skrzyniowe

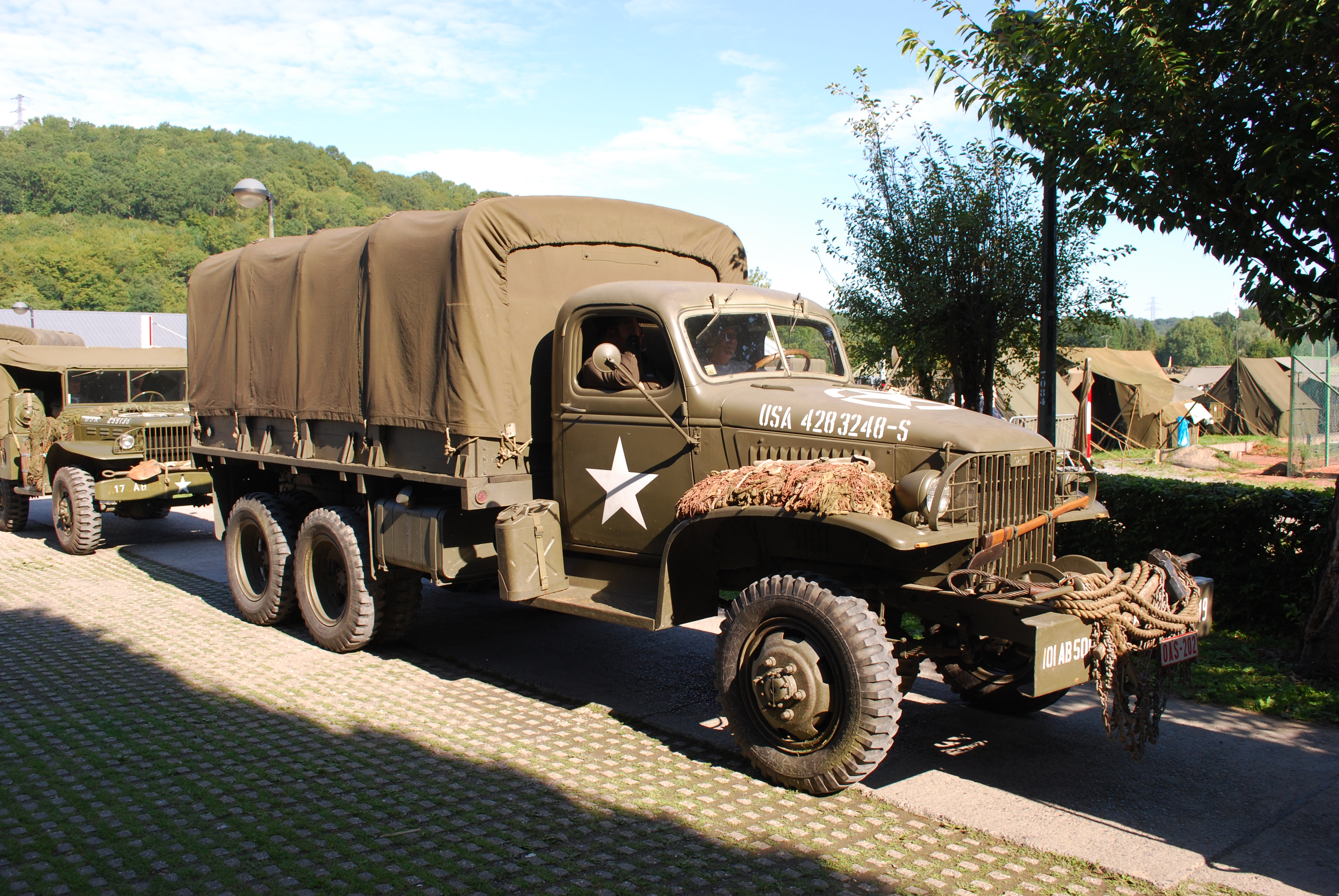
Wojskowy samochód ciężarowy z nadwoziem skrzyniowym okrytym sznurowaną plandeką

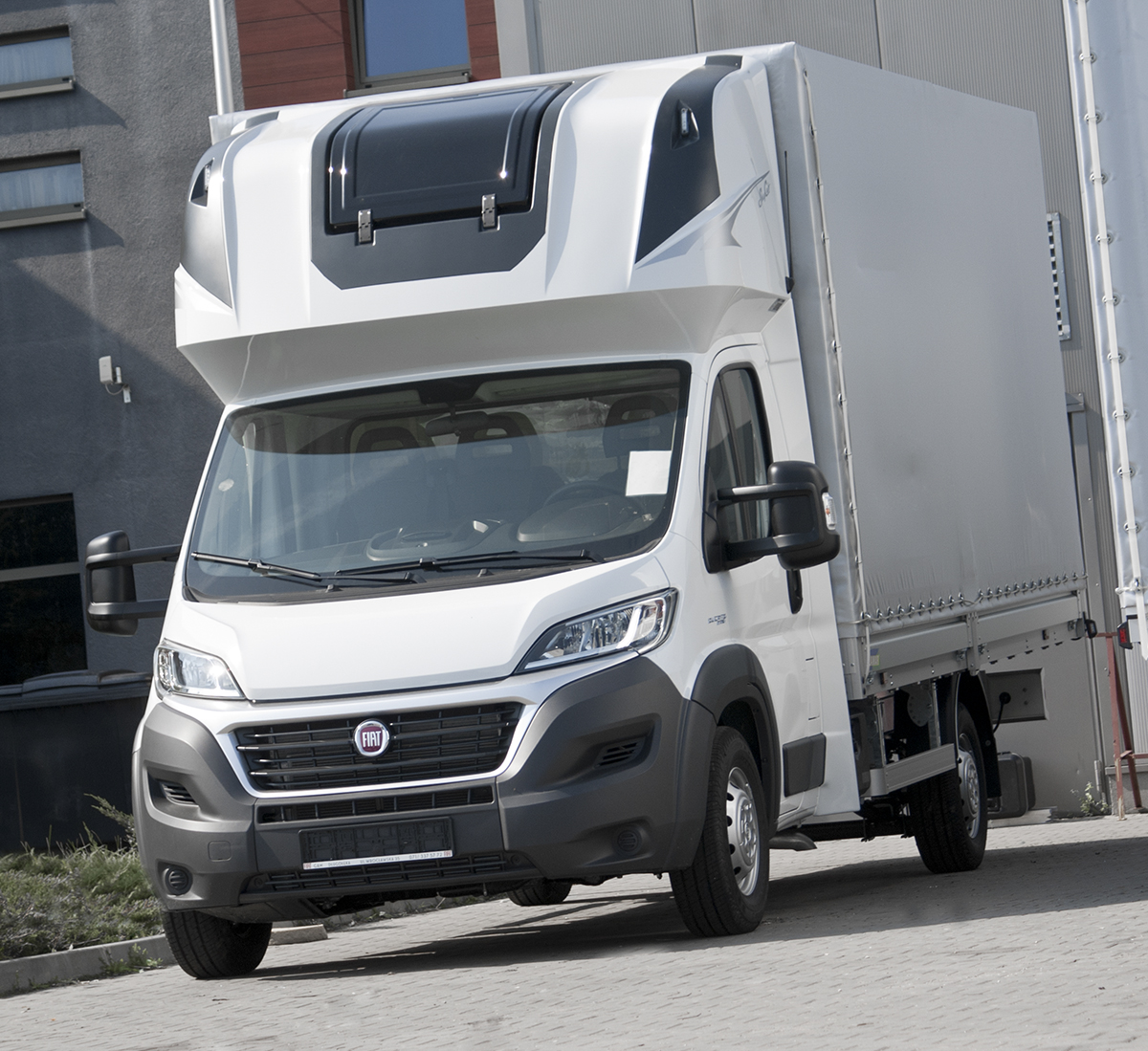
Skrzynie z plandeką z kabiną sypialna.

Nadwozie skrzyniowe  - otwarte nadwozie samochodów dostawczych i ciężarowych składające się z  kabiny kierowcy i oddzielnej przestrzeni ładunkowej zwanej   skrzynią ładunkową, która składa się z podłogi oraz otwieranych  burt oraz klapy z tyłu. 
Samochody z nadwoziem skrzyniowym służą głównie do transportu ładunków zarówno przewożonych luzem jak i umieszczonych różnych opakowaniach często umieszczonych na  paletach. 
W zastosowaniach militarnych samochody z nadwoziem skrzyniowym wyposażonym w  plandekę wykorzystuje się również do przewozu żołnierzy. 
Skrzynia ładunkowa może być stała lub podnoszona, stosowana w samochodach typu wywrotka przystosowanych do mechanicznego wyładunku materiałów sypkich.